# Archon (bướm)
Archon là một chi bướm ngày thuộc phân họ Parnassiiinae, họ Bướm phượng.

## Các loài
Chi này gồm các loài:
- Archon apollinaris - (Staudinger, 1892)[3]
- Archon apollinus - (Herbst, 1789)[4]
- Archon bostanchii - (de Freina & Naderi, 2004)[5]

## Thức ăn
Các loài thuộc chi này ăn các loài Aristolochia.

## Hình ảnh

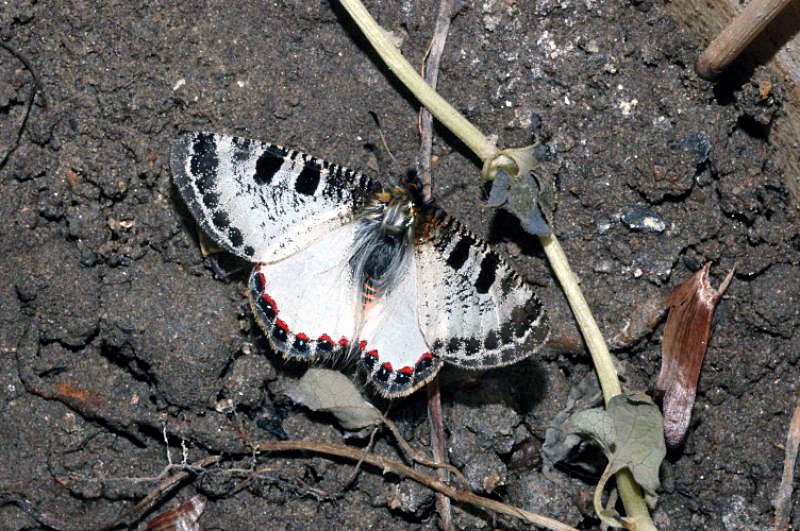
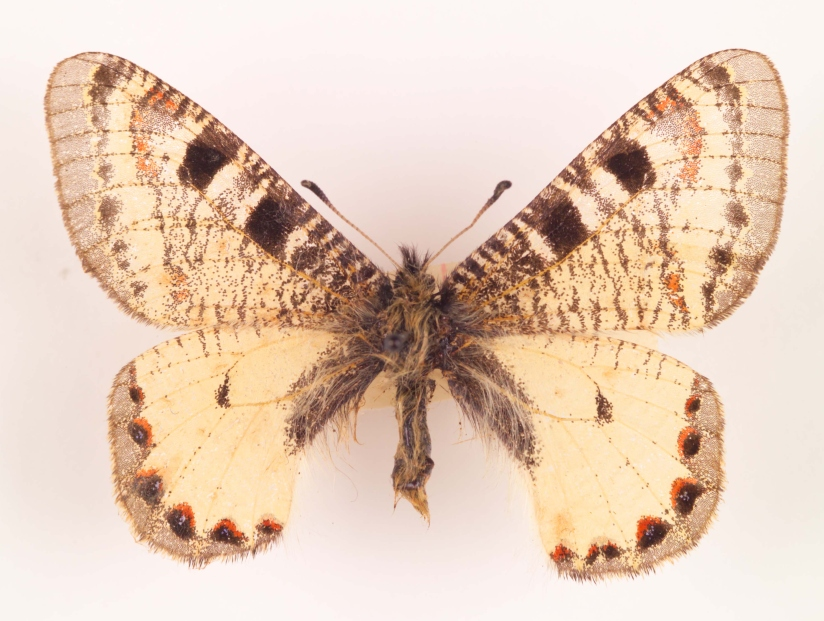
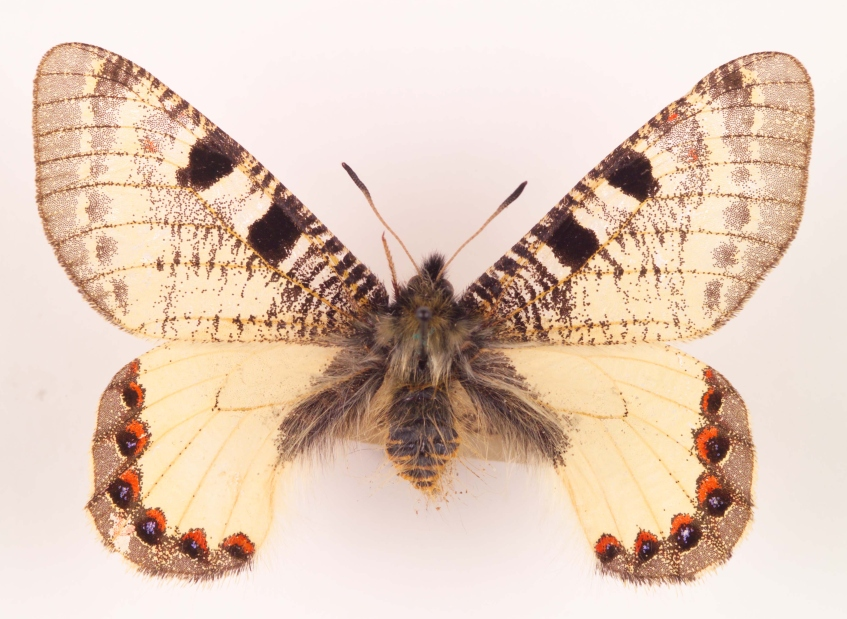
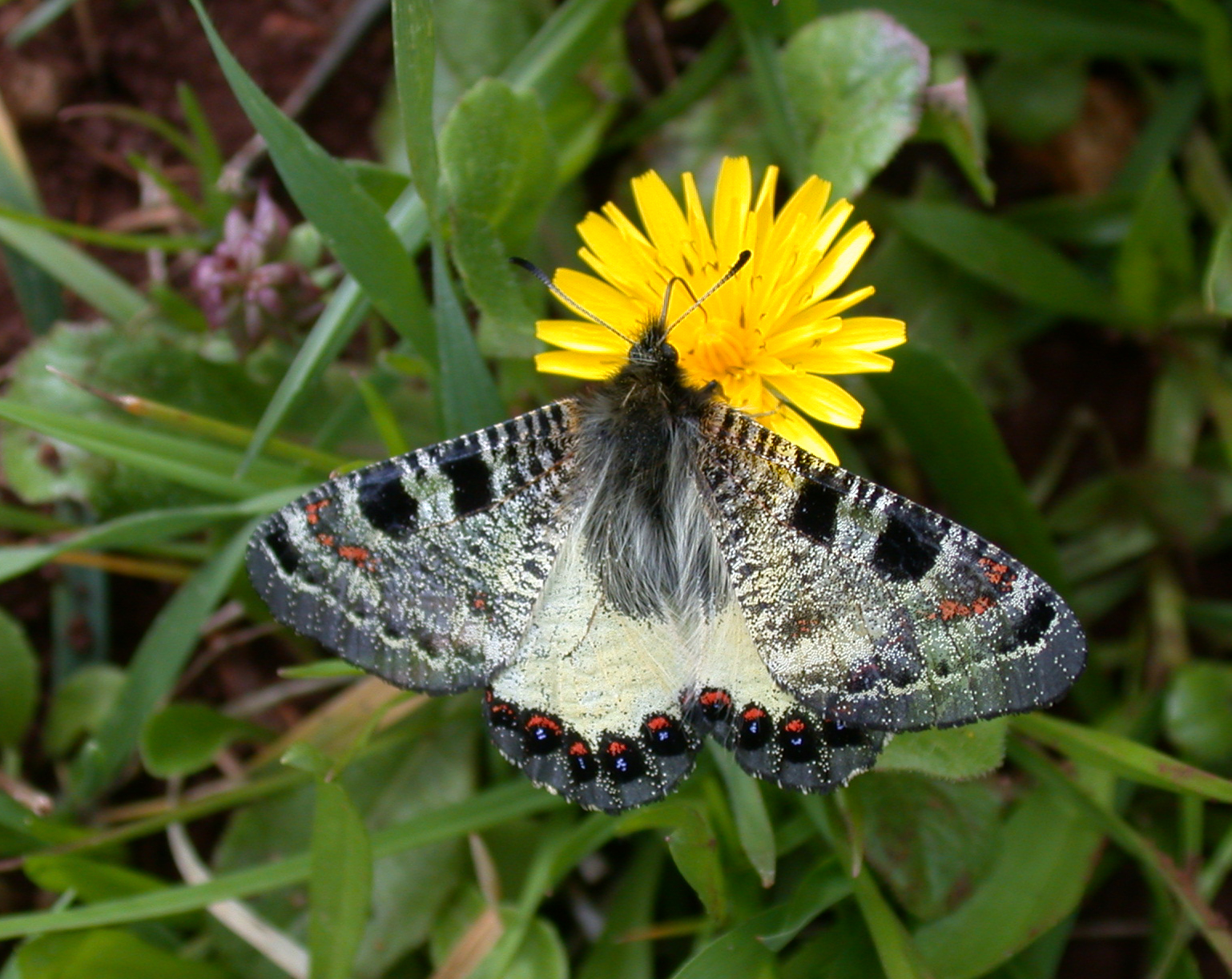